# Palosaari (ö i Finland, Norra Karelen, Joensuu, lat 63,18, long 28,97)
Palosaari är en ö i Finland. Den ligger i sjön Kalliojärvi och i kommunen Juga i den ekonomiska regionen  Joensuu ekonomiska region  och landskapet Norra Karelen, i den centrala delen av landet, 400 km nordost om huvudstaden Helsingfors. Öns area är 1,8 hektar och dess största längd är 250 meter i nord-sydlig riktning.